# Peter Grassberger
Peter Grassberger (né le 17 mai 1940) est un physicien connu pour ses travaux en physique statistique et des particules. Il est surtout connu pour ses contributions à la théorie du chaos, où il introduit l'idée de dimension de corrélation, un moyen de mesurer un type de dimension fractale de l'attracteur étrange.

## Travaux
Les premiers travaux de Grassberger se concentrent sur la phénoménologie des particules, en particulier sur la formulation d'équations formellement exactes pour la diffusion à trois corps et la diffusion à l'état lié (équation Alt-Grassberger-Sandhas).
Alors qu'il travaille au CERN, il se rend compte que la théorie des champs reggeon peut être considérée comme un processus de contact dans la même classe d'universalité que la percolation dirigée. Après avoir fait cette découverte, Grassberger se tourne vers les études de la physique statistique, des systèmes dynamiques, des algorithmes d'échantillonnage séquentiel et des systèmes complexes. Ses publications couvrent différents sujets, notamment les systèmes de réaction-diffusion, les automates cellulaires, les fractales, le modèle d'Ising, les phases de Griffiths, la criticité auto-organisée et la percolation.
Il occupe des postes de titulaire à l'Université de Wuppertal et au Centre de recherche de Juliers (Allemagne). Il est professeur invité au CERN, aux universités de Kaboul, Nice, Calgary, Rome et Utrecht, à l'Institut Weizmann, à l'Institut Max-Planck de physique des systèmes complexes à Dresde, à l'Istituto nazionale di ottica (it) à Florence et à l'Institut des hautes études en sciences fondamentales de Zanjan, en Iran.
En 2017, il reçoit le prix EPS de physique statistique et non linéaire.